# Euritea munda
Euritea munda är en insektsart som beskrevs av Walker. Euritea munda ingår i släktet Euritea och familjen hornstritar. Inga underarter finns listade i Catalogue of Life.